# Panthea (film)
Panthea is een Amerikaanse dramafilm uit 1917 onder regie van Allan Dwan. De film is wellicht zoekgeraakt.

## Verhaal
Panthea Romoff is een politieke vluchtelinge uit Rusland. Ze wordt gered na een schipbreuk en komt terecht in Groot-Brittannië. Ze wordt er verliefd op een componist en gaat met hem in Parijs wonen. Om het werk van haar man te helpen financieren wordt ze de maîtresse van een rijke edelman. Als haar man daarachter komt, vermoordt ze de aristocraat. Ze vlucht vervolgens naar Rusland en wordt er verbannen naar Siberië. Haar man reist haar achterna.

## Rolverdeling
| Acteur              | Personage          |
| ------------------- | ------------------ |
| Norma Talmadge      | Panthea Romoff     |
| Earle Foxe          | Gerald Mordaunt    |
| L. Rogers Lytton    | Baron de Duisitor  |
| George Fawcett      | Prefect            |
| Murdock MacQuarrie  | Agent              |
| Erich von Stroheim  | Luitenant          |
| Norbert Wicki       | Ivan Romoff        |
| William L. Abingdon | Henry Mordaunt     |
| Winifred Harris     | Moeder van Gerard  |
| Eileen Percy        | Zus van Gerard     |
| Stafford Windsor    | Percival           |
| Richard Rosson      | Pablo Centeno      |
| Frank Currier       | Dr. von Reichstadt |
| Herbert Barry       |                    |
| Jack Meredith       |                    |